# St. Jakob (Villach)

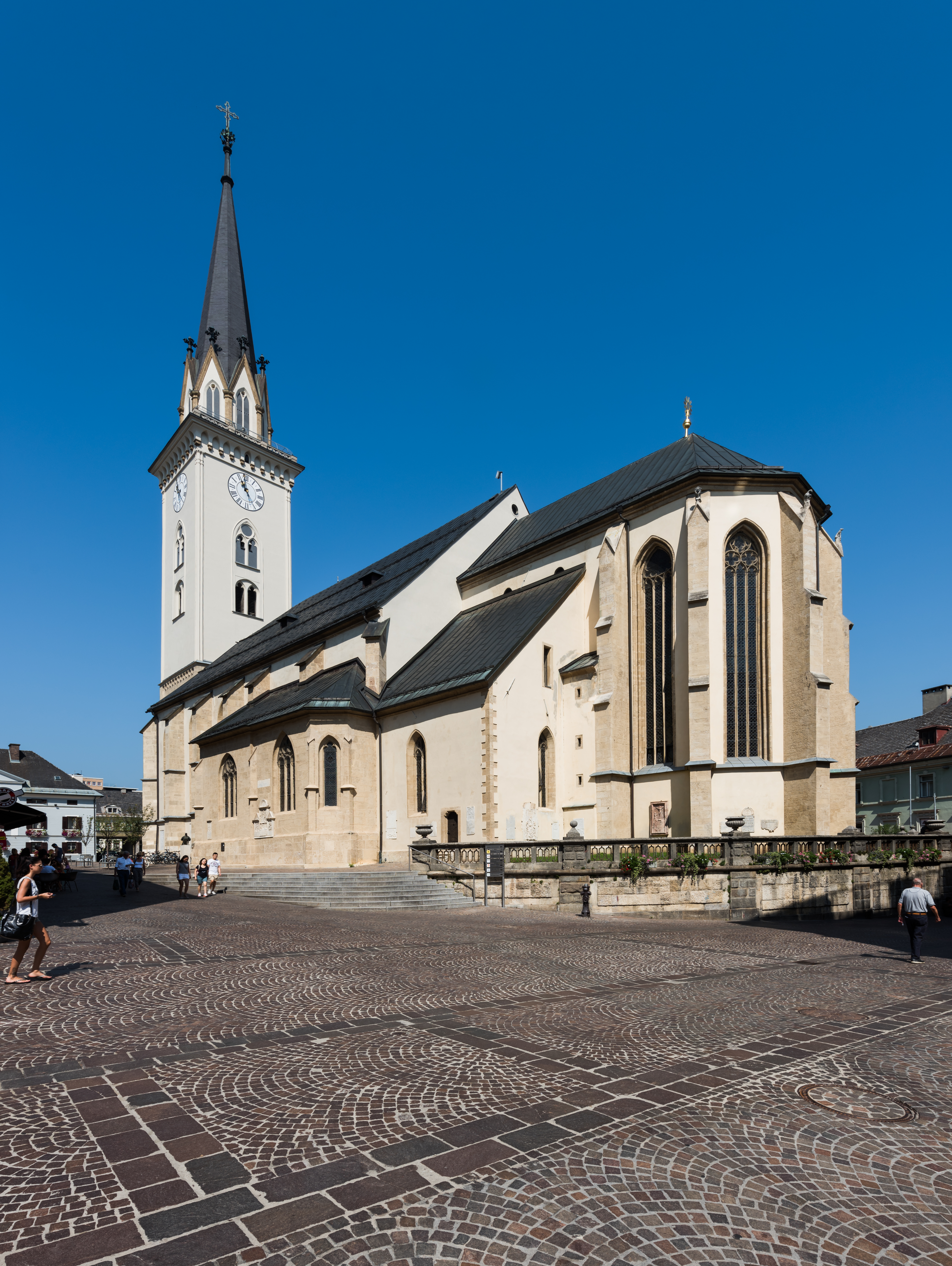
St. Jakob

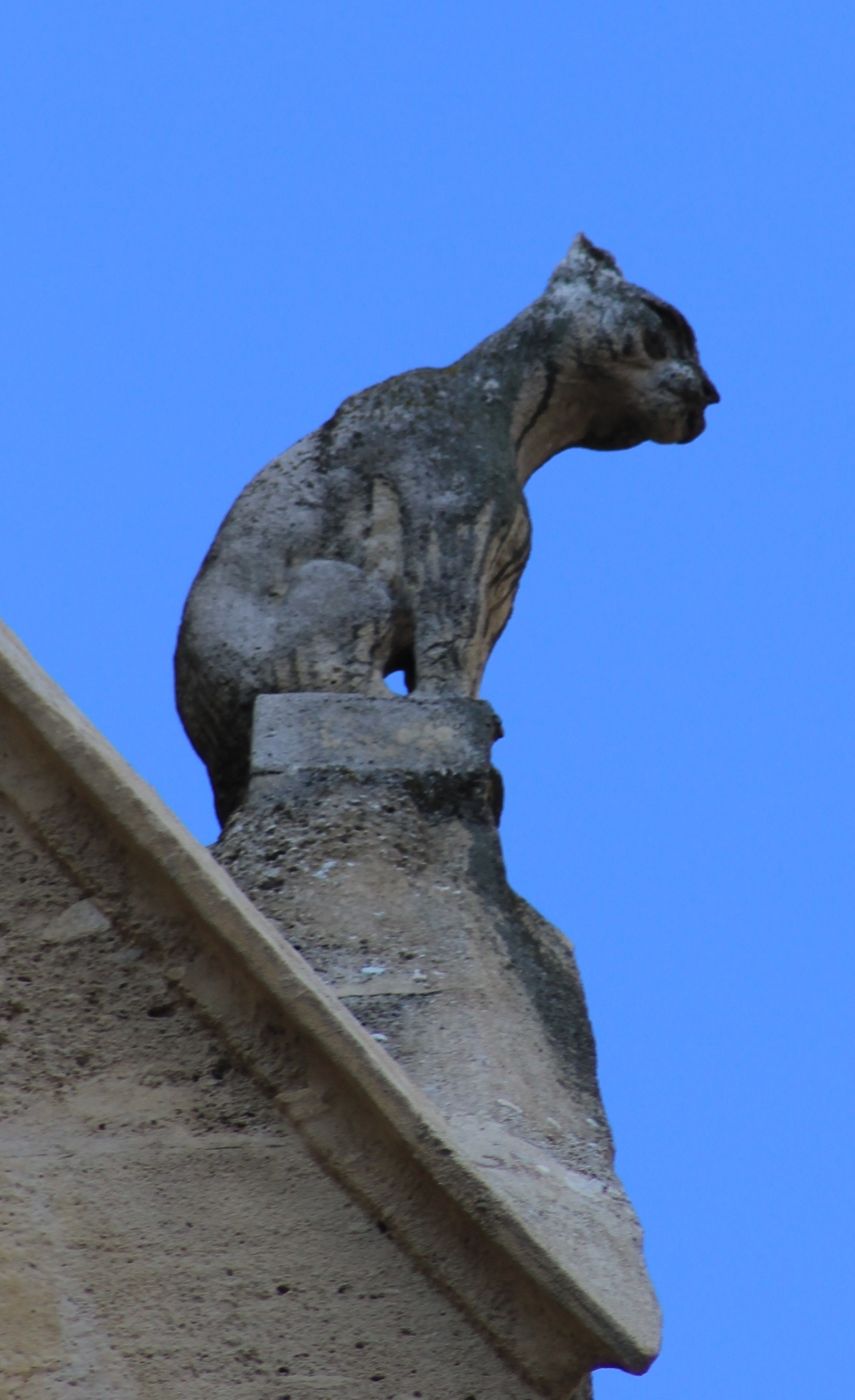
Katze auf Strebepfeiler

Die römisch-katholische Hauptpfarrkirche Villach ist dem heiligen Jakobus geweiht. Die weiträumige, spätgotische Hallenkirche mit Westturm steht in beherrschender Lage am Ende des Hauptplatzes in Villach.

## Geschichte
Die Jakobskirche wurde 1136 erstmals urkundlich genannt. Neuere Forschungen sprechen von zwei Vorgängerkirchen. Durch das Erdbeben vom 25. Jänner 1348 wurde die Kirche bis auf den Turm zerstört. Die Neuerrichtung der Kirche dauerte mehr als hundert Jahre: 1360/1370 wurde der Chor neu gebaut, 1450/1460 das Langhaus.
1462 stiftete die Pfalzgräfin Katharina von Görz die südliche Kapelle, 1482 Georg Leininger die nordöstliche Chorkapelle und 1482/1484 Balthasar von Weißpriach die Orgelempore. Das 1486 von Santonino erwähnte Gewölbe des Langhauses wurde nach dem Stadtbrand von 1524 vermutlich mit Schling- und Netzrippen erneuert.
Neuerliche Schäden erlitt die Kirche durch das Erdbeben von 1690. Nach dem Brand von 1784 wurde das Chorgewölbe neu gebaut. 1906 wurde um die Kirche eine Rampe mit Brunnennische nach einem Entwurf von Alfred Keller angelegt. 1908 wurde die Kirche zur Stadthauptpfarre erhoben. Im Kriegsjahr 1944 wurden die Glasgemälde aus dem 16. Jahrhundert und die Kircheneindeckung zerstört. Gesamtrestaurierungen erfolgten 1951 und 1996–99.
Bis 1235/1244 war die Kirche eine bambergische Eigenkirche, seit dem 14. Jahrhundert eng verbunden mit Maria Gail und bis 1514 Patronatspfarre von Aquileia. 1514 übergab Kaiser Maximilian das Patronatsrecht über die Jakobskirche an Sigmund von Dietrichstein. Dieser überließ 1526 der evangelischen Bürgerschaft von Villach das Recht, einen Pfarrer zu berufen. Es dauerte jedoch noch Jahrzehnte bis sich die konfessionelle Grenzen herausgebildet hatten. So wurden die beiden Seitenportale von den katholischen Brüdern Hasenberger gestiftet, und noch in den 1550er und frühen 1560er Jahren wurden katholische Messen und evangelische Gottesdienste gefeiert. Erst unter Pfarrer Karl Fuchs wurde St. Jakob zur rein evangelischen Kirche.
Eine Visitation durch den Patriarchen von Aquileia 1594 diente dazu, die Kirche wieder katholisch zu machen. Die endgültige Rekatholisierung erfolgte im März 1600.
Wie alle Kirchen südlich der Drau gehörte St. Jakob bis zur Auflösung 1752 zum Patriarchat von Aquileja, danach zum Erzbistum Görz und seit der Zeit Kaiser Josephs II. zum Bistum Gurk.

## Bauwerk

### Außen
Das romanische Turmuntergeschoß wurde nach dem Erdbeben von 1348 in Quadermauerwerk mit Ecklisenen und Bogenfries errichtet. Das Obergeschoß wurde durch das Erdbeben von 1690 zerstört und 1759 erneuert. Die ehemalige Kirchturmkuppel fiel 1784 einem Brand zum Opfer und wurde 1845–1847 durch einen achteckigen Aufsatz mit Spitzhelm in gotisierenden Formen ersetzt. Mit seinen 93,87 Metern ist er der höchste Kirchturm in Kärnten. Ein gekehltes, spätgotisches Portal an der Ostseite führt zum Turmaufgang mit seinen 239 Stufen. Die Turmstube mit der noch gut erhaltenen Küche wurde bis nach dem Zweiten Weltkrieg von einem Türmer bewohnt. Heute ist in der warmen Jahreszeit die 46,84 Meter hohe Aussichtsplattform am Turm für Besucher zugänglich. Eine Besonderheit ist die Ampelanlage, die die sehr enge Begehung der Schneckenstiege oberhalb der Glockenstube im Vierminutentakt regelt.
Der Turm war ursprünglich in der Art der italienischen Campanile freistehend, wurde aber schon im 17. Jahrhundert durch eine quergestellte, dreijochige Vorhalle mit dem Kirchenschiff verbunden. Nördlich des Turmes steht ein Kruzifix aus der ersten Hälfte des 17. Jahrhunderts.
An der Südseite des Turmes befindet sich ein 1918–24 von Karl Maria Kerndle geschaffenes Kriegerdenkmal in Form einer monumentalen Schwertspitze mit reliefierten Eichenlaub, Adler, Stadtwappen und Schwert vor einer Giebelwand.
Die schlichte Westfassade des Kirchenschiffes mit gekapptem Giebel besitzt Rundnischen und seitliche Spitzbogenfenster mit Maßwerk. Über dem nördlichen Fenster ist ein weibliches Konsolenköpfchen und seitlich je eine kleine Steinfigur der Heiligen Heinrich und Kunigunde angebracht. Dabei handelt es sich um Kopien der in der Khevenhüllerkapelle aufgestellten Originalfiguren. Das spätgotische Westportal hat eine barocke Holztür mit eingelegter Jahreszahl 1717. Rechts vom Portal steht in einer Nische die Statue des heiligen Jakobus.
Die Seitenmauern des Langhauses sind durch stark vorspringende, dreifach abgestufte Strebepfeiler und ein durchlaufendes Fenstergesims gegliedert. Das Nordportal mit einem dreifach abgetreppten Kielbogen hat in der Steinrahmung das Villacher Stadtwappen mit seitlicher Bauinschrift 1547. Der hölzerne Türaufsatz ist mit „Christoph Hasenberger 1551“ bezeichnet und zeigt im Wappenschild einen springenden Hasen über Dreiberg. Rechts vom Portal befindet sich eine von Josef Kassin 1906 geschaffene Steinfigur der heiligen Barbara. Das Südportal wurde vom Ossiacher Abt Andreas Hasenberger gestiftet und ist ähnlich gegliedert wie das Nordportal. In der Steinrahmung ist das Villacher Stadtwappen angebracht, im hölzernen Türaufsatz das Stiftswappen von Ossiach und das Wappen der Hasenberger. Der Birnstabansatz hat figürliche Konsolen, eine weibliche Figur, vermutlich Eva und ein Köpfchen.
Der Chor mit 5/8-Schluss steht auf einem hohen Sockel und wird von doppelt abgetreppten Strebepfeilern mit Tierfiguren als Bekrönung gestützt. Die Mauern des Chores sind von steilen Spitzbogenfenstern durchbrochen. Das östliche Chorfenster hat in der Laibung Runddienste mit Kapitell und Baldachin. Der nördliche Nebenchor, die Leiningerkapelle, hat übereck gestellte Streben. Im südlichen Chorwinkel sind eine annähernd quadratische Sakristei und ein Treppentürmchen angebaut. An der südlichen Langhauswand stehen die Khevenhüller- und die Dietrichsteinkapelle.

### Innen

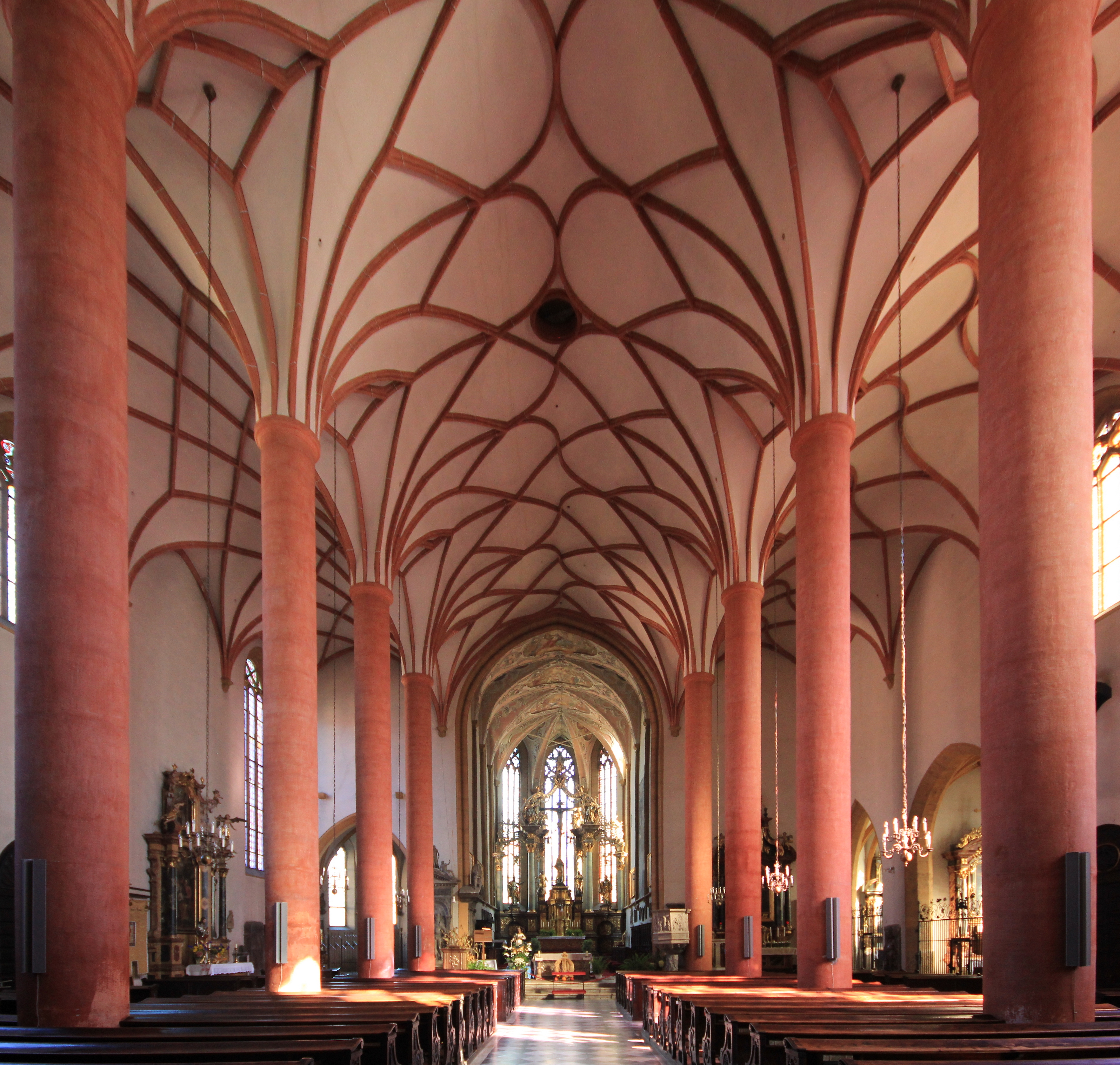
Innenansicht

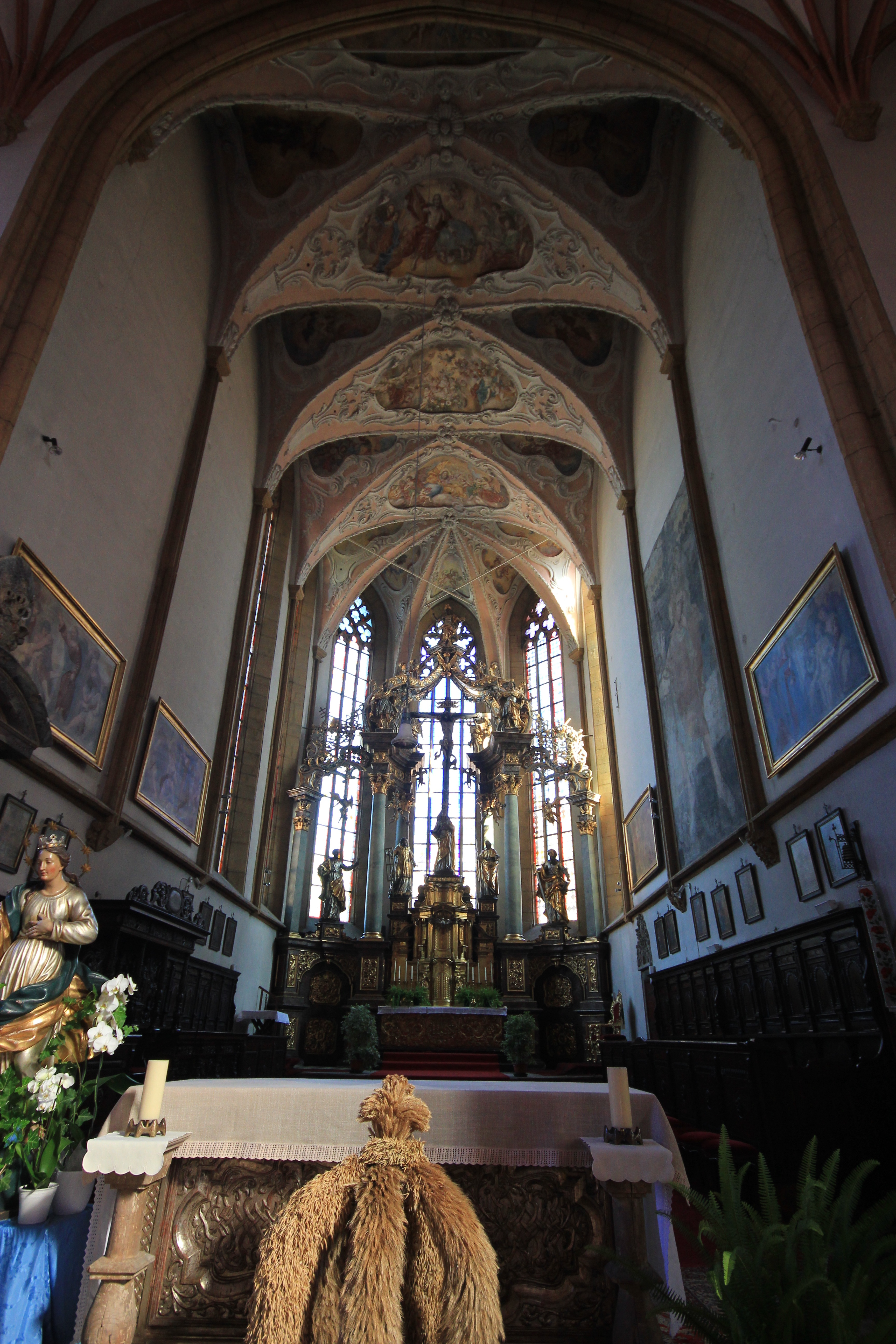
Chor mit Hochaltar

Das Gewölbe der dreischiffigen, sechsjochigen Hallenkirche wird von zehn Rundpfeilern getragen. Das westliche Säulenpaar ist durch die dreiachsige Orgelempore verbaut. Das reiche Schling- und Netzrippengewölbe ruht im Gewölbeansatz auf kleinen Konsolen mit Steinmetzzeichen. Das östliche Joch ist drei Stufen, der dreijochige Chor vier Stufen erhöht. Die sechs dreiteiligen Chorfenster sind mit reichem Maßwerk ausgestattet. Das barock umgestaltete Kreuzrippengewölbe ist mit reichen Stuckornamenten und Freskenmedaillons geschmückt. In den drei mittleren, breit gestreckten Dreipassformen ist je eine Allegorie der Dreifaltigkeit abgebildet. In den Zwickeln sind Malereien mit Engeln vom Ende des 17. Jahrhunderts. Das Gewölbe ruht auf dreifach abgetreppten Wanddiensten mit Stäben und figürlichen Konsolen. An der Südwand sind Adam und Eva, daneben eine Maske mit reichen Blattornamenten dargestellt. Das überlebensgroße Wandbild des heiligen Christophorus an der Chorsüdwand stammt aus der Mitte oder dem dritten Viertel des 15. Jahrhunderts und wird Thomas von Villach zugeschrieben.
An der südlichen Chorwand befindet sich ein schlichtes, gotisches Sakramentshäuschen. Daneben ist der Zugang zur Wendeltreppe, am Türsturz datiert mit 1507. Über der Tür ist ein steiles Giebelrelief angebracht, das von der ehemaligen Kapelle der Familie Hämel stammt. Das Relief vom Ende des 14. Jahrhunderts zeigt das Familienwappen mit der Anbetung und einer Schutzmantelmadonna. Eine gotische Eisentür mit Beschlagwerk und Schlüsselfang führt in die einjochige Sakristei mit einfachem Kreuzrippengewölbe mit Schlusssteinscheibe.

## Ausstattung

### Hochaltar
Der Hochaltar in Chorbreite mit reichem Rokokoschnitzwerk von 1784/85, Säulen und Pfeilerstellungen und darüber einem Ziborienaufsatz vom Anfang des 18. Jahrhunderts trägt ein monumentales, spätgotisches Kruzifix von 1502. Darunter steht eine Madonnenstatue aus dem 17. Jahrhundert, flankiert von den Figuren der Heiligen Laurentius und Jakobus. Über den Opfergangsportalen stehen die Figuren der Apostelfürsten Petrus und Paulus. Auf dem Gesims des Ziboriums stehen Melchior und Balthasar und als Baldachinbekrönung Kaspar.

### Weitere Altäre
Der Josefsaltar im nördlichen Seitenschiff mit einem Säulenretabel aus der Mitte des 18. Jahrhunderts zeigt im Mittelbild den Tod des heiligen Josef und im Aufsatzbild Mariä Heimsuchung. Das Chronogramm mit der Inschrift „Jener Mann WeLCher seInen Herrn pesChVzet WIrD zVr Ehre erhebt. (Sp: Salo:27)“ ergibt die Jahreszahl 1761.
Daneben steht der Johannes-Nepomuk-Altar mit einem Wandretabel aus der zweiten Hälfte des 18. Jahrhunderts. Der Altar hat eine Viersäulenstellung mit schrägen Architravstücken. In der flachen Mittelnische steht die Skulptur des heiligen Johannes Nepomuk. Das Relief im Altaraufsatz stellt den Brückensturz des Heiligen dar. Auf der Mensa steht ein Heilig-Haupt-Bild mit reicher Rahmung.
Der dritte Altar im nördlichen Seitenschiff ist der Anna selbdritt-Altar mit den Mittelfiguren der Madonna mit Kind und der heiligen Anna. Seitlich stehen die Heiligen Josef und Joachim. Die Bekrönung des Altars bildet Gottvater. Am Altartisch steht ein Bild der schmerzhaften Muttergottes.
An der Ostwand des südlichen Seitenschiffs steht der Maria-Magdalena-Altar mit einem Säulenretabel vom Anfang des 18. Jahrhunderts. Das Altarbild aus dem 17. Jahrhundert zeigt Maria Magdalena als Büßerin. Das Oberbild gibt einen büßenden Heiligen wieder.
Unter der Orgelempore steht ein Schmiedealtar vom Ende des 17. Jahrhunderts mit dem Gemälde des heiligen Eligius und im Oberbild mit Maria als Himmelkönigin. Am Altartisch ist eine kleine, um 1900 gefertigte Figur der heiligen Theresia aufgestellt.

### Kanzel

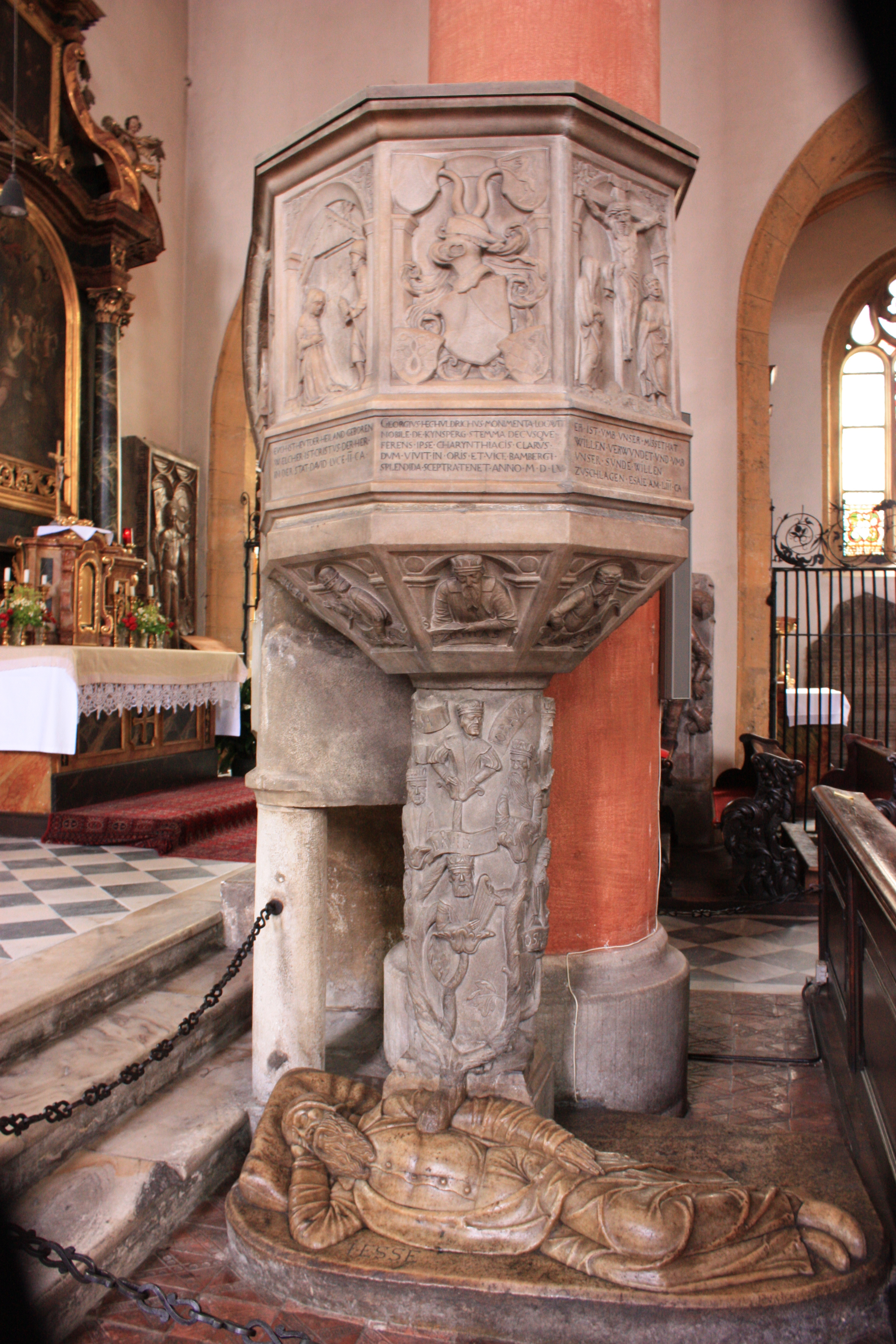
Blick auf die Kanzel

Die Kanzel stand ursprünglich am mittleren Pfeiler und wurde später in Richtung Altar an den südöstlichen Rundpfeiler versetzt. Dabei wurde der Schalldeckel entfernt. Sie ist ein bedeutendes Kunstwerk, stilistisch am Übergang von der Gotik zur Renaissance, 1555 von Georg Ulrich von Künsberg, bambergischer Vizedommeister und bekennender Protestant, gestiftet und von Gallus Seliger aus Judenburg ausgeführt.
An den Ecken des Kanzelaufgangs sind das Villacher Stadtwappen, das Steinmetzzeichen Seligers und das Wappen des Pastors Karl Fux angebracht. Der achteckige, kelchförmige Kanzelkorb ist an der Brüstung mit sechs Reliefs ausgestattet, die Maria Verkündigung, Christi Geburt, die Wappentafel des Stifters, die Kreuzigung, Christus in der Vorhölle und die Auferstehung darstellen. Darunter sind in trapezförmigen Feldern die Propheten Jonathan, Achas, Ezechias, Manasses, Amon und Josias sowie Spruchbänder mit Zitaten aus der Lutherbibel zu sehen. Die Kanzel steht auf einem säulenförmigen Schaft mit einem Relief des Stammbaums Christi. Die Dargestellten sind die Könige David, Salomon, Isophat, Roboam, Ozias, Ioram, Abia, und Asa.
Die Basis der Kanzel ist die lebensgroße Figur Jesses auf einem Totenkissen ruhend.

### Orgel

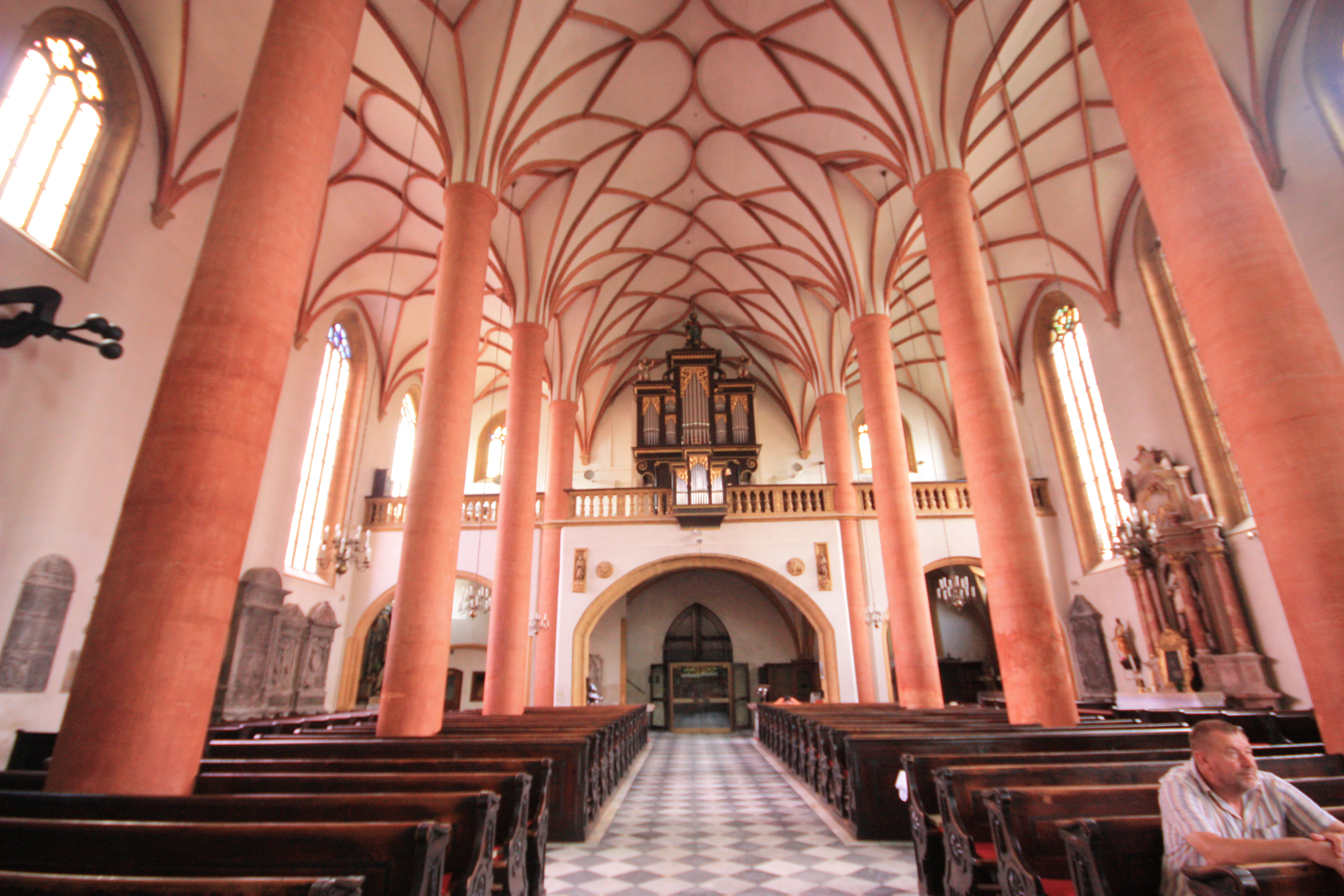
Blick auf die Orgel

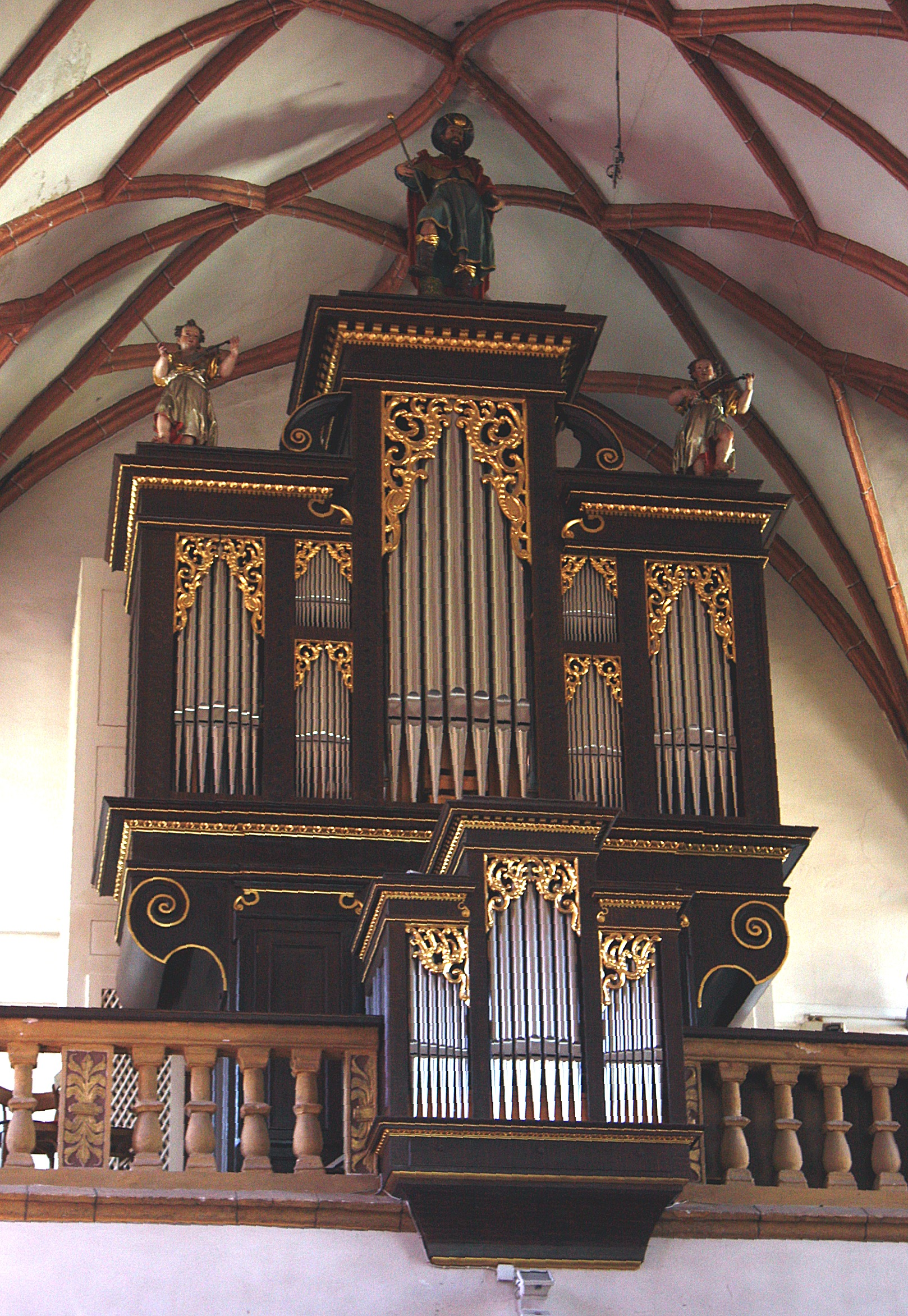
Orgelwerk im historischen Gehäuse

Auf der Empore steht ein frühbarockes Orgelgehäuse aus dem Jahr 1645. Das Orgelwerk wurde 1992 von der Orgelbaufirma Jann erneuert. Das Schleifladen-Instrument hat 43 Register, davon 3 Transmissionen, auf drei Manualen und Pedal. Die Spiel- und Registertrakturen sind mechanisch, die Registertrakturen zusätzlich elektrisch. Das Rückpositiv wurde im Jahre 1992 hinzugefügt.
| I Rückpositiv C–g3 |                 |       |
| 1.                 | Rohrflöte       | 8′    |
| 2.                 | Quintade        | 8′    |
| 3.                 | Principal       | 4′    |
| 4.                 | Holzgedackt     | 4′    |
| 5.                 | Flautino        | 2′    |
| 6.                 | Sesquialtera II |       |
| 7.                 | Larigot         | 1 ⁄3′ |
| 8.                 | Scharff IV      | 1′    |
| 9.                 | Krummhorn       | 8′    |
|                    | Tremulant       |       |

| II Hauptwerk C–g3 |                  |       |
| 10.               | Bourdon          | 16′   |
| 11.               | Praestant        | 8′    |
| 12.               | Gambe            | 8′    |
| 13.               | Gedackt          | 8′    |
| 14.               | Octave           | 4′    |
| 15.               | Spitzflöte       | 4′    |
| 16.               | Quinte           | 2 ⁄3′ |
| 17.               | Octave           | 2′    |
| 18.               | Kornett V        | 8′    |
| 19.               | Trompete         | 8′    |
| 20.               | Mixtur major IV  | 1 ⁄3′ |
| 21.               | Mixtur minor III | 1′    |
| 22.               | Trompete         | 16′   |
| 23.               | Trompete         | 8′    |

| III Schwellwerk C–g3 |                  |        |
| 24.                  | Lieblich Gedeckt | 16′    |
| 25.                  | Hohlflöte        | 8′     |
| 26.                  | Salicional       | 8′     |
| 27.                  | Voix celeste     | 8′     |
| 28.                  | Viola            | 4′     |
| 29.                  | Flûte harmonique | 4′     |
| 30.                  | Nazard           | 2 ⁄3′  |
| 31.                  | Traversflöte     | 2′     |
| 32.                  | Terz             | 1 3⁄5′ |
| 33.                  | Forniture IV-VI  | 2′     |
| 34.                  | Fagottoboe       | 16′    |
| 35.                  | Klarinette       | 8′     |
|                      | Tremulant        |        |

| Pedal C–f1 |                     |     |
| 36.        | Principalbass       | 16′ |
| 37.        | Subbass (= Nr. 10)  | 16′ |
| 38.        | Octavbass           | 8′  |
| 39.        | Gedackt (= Nr. 13)  | 8′  |
| 40.        | Choralbass          | 4′  |
| 41.        | Hintersatz IV       | 2′  |
| 42.        | Posaune             | 16′ |
| 43.        | Trompete (= Nr. 23) | 8′  |

- Koppeln: I/II, III/I, III/II, I/P, II/P, III/P

### Weitere Einrichtung
In den Nischen der Emporenbrüstung stehen die Figuren der Apostelfürsten Petrus und Paulus, weiters ist ein Relief einer Kirchenstifterin, sowie eines Löwen und eines Medusenkopfes angebracht.
Am Aufgang zur Orgelempore hängt ein Kruzifix aus dem 18. Jahrhundert.
An der Langhausnordwand steht eine spätbarocke Holzfigur des heiligen Florian mit erneuerter Fassung.
Im Aufsatz der Nordtüre ist ein Holzrelief einer Pieta angebracht, an der Südtüre das einer Maria lactans.
An den Chorwänden hängen vier Gemälde, die aus dem 1786 aufgelassenen Minoritenkloster stammen. Darauf sind zu sehen: Christus heilt einen Besessenen, Christus und die Ehebrecherin, Vertreibung der Wechsler und die Auferweckung des Lazarus.
Das Chorgestühl aus der Mitte des 17. Jahrhunderts ist mit Namen und Wappen von Villacher Ratsbürgern versehen.

## Kapellen

### Leiningerkapelle

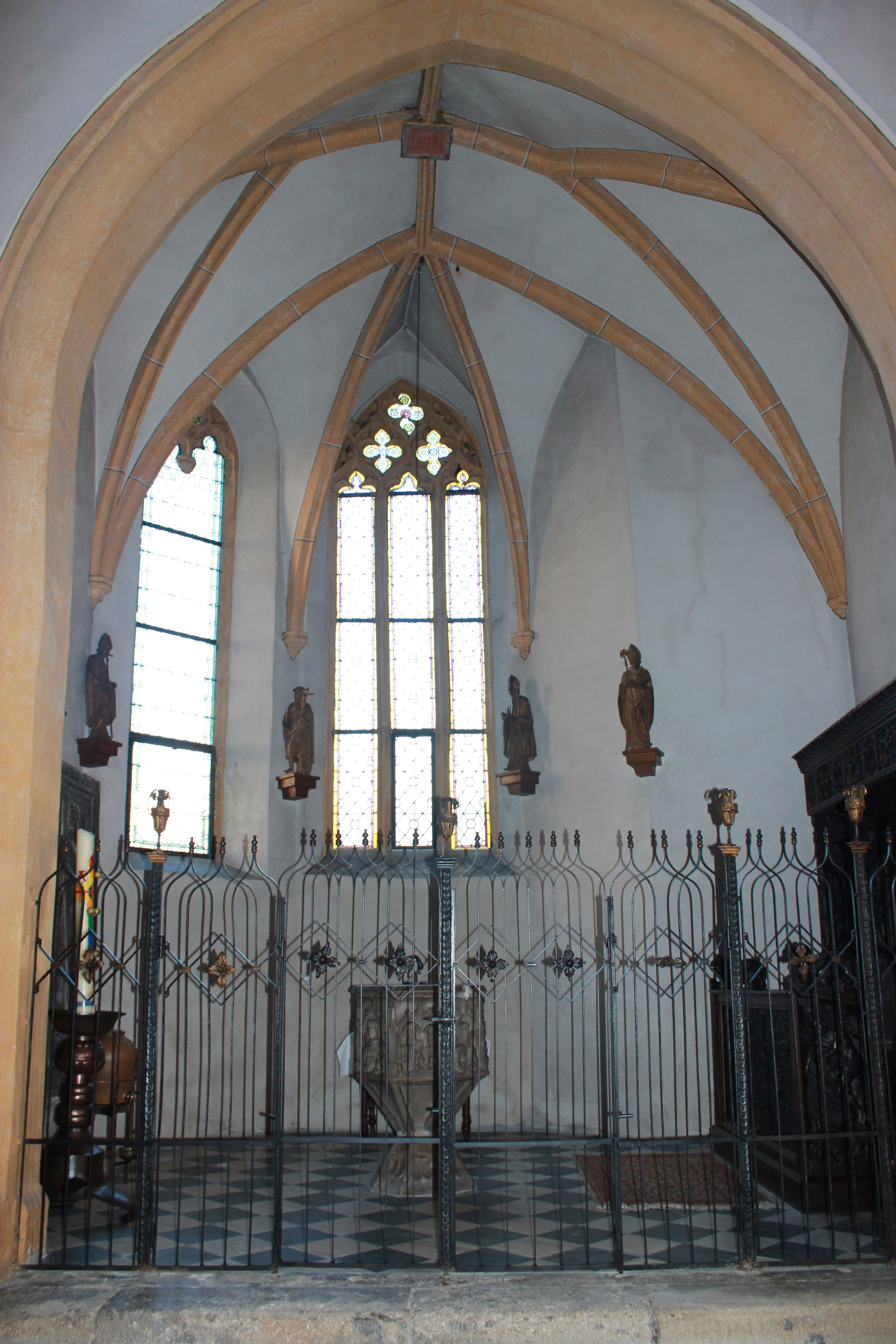
Leininger Kapelle

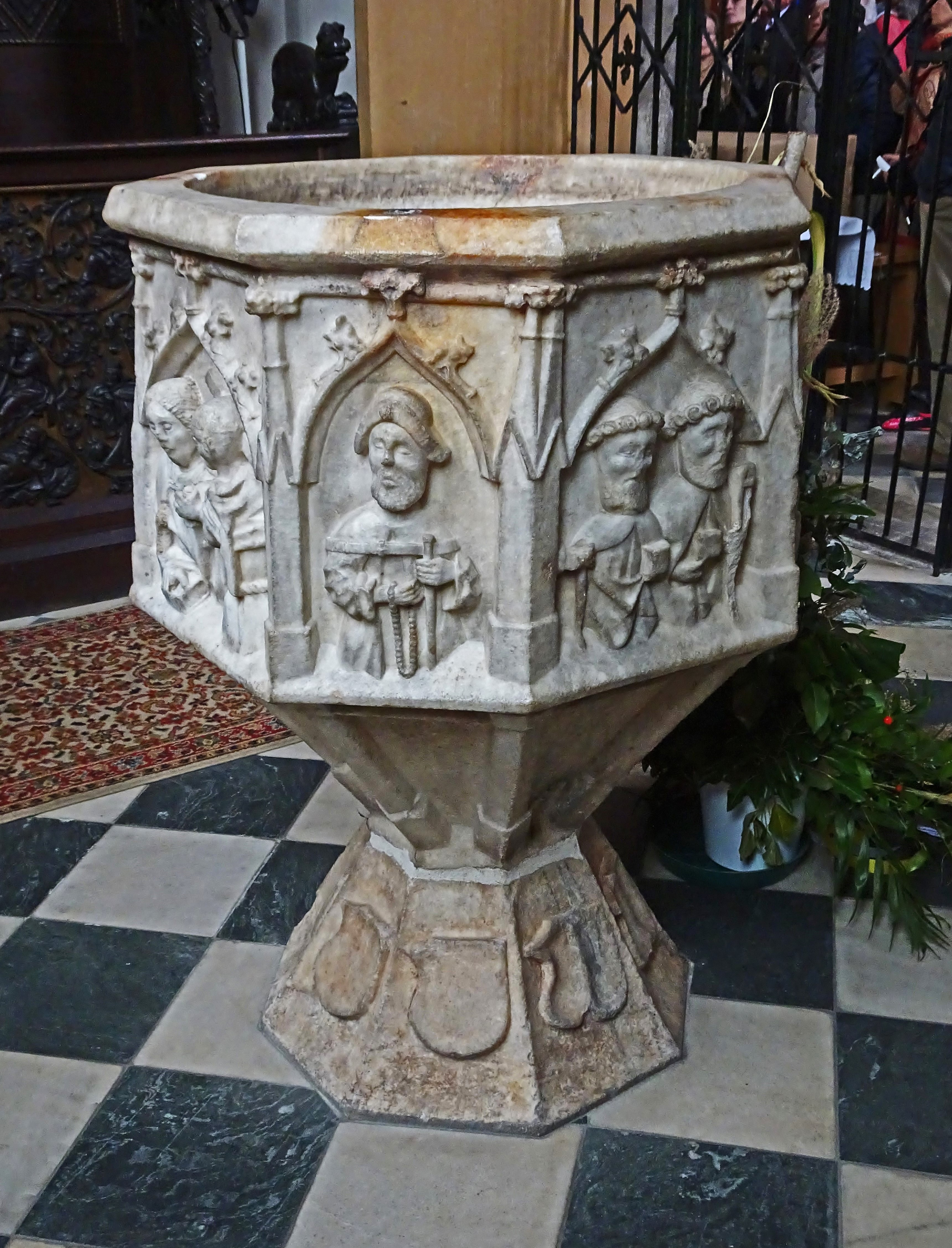
Taufstein in der Leiningerkapelle

Die einjochige Kapelle im nördlichen Chorschluss hat ein Sterngewölbe mit Schlussstein und wird heute als Taufkapelle verwendet. Der achtseitige Taufstein vom Anfang des 16. Jahrhunderts zeigt Tartschen am Fuß und Apostelreliefs unter Kielbogen am Becken. Der Deckel stammt aus späterer Zeit.
Auf abgetreppten Konsolen stehen fünf spätgotische Holzstatuetten: Christus und vermutlich die lateinischen Kirchenlehrer aus der Zeit um 1530/1540. Der gotische Betstuhl stammt aus dem 15. Jahrhundert, die geschnitzten Flachreliefs sind großteils erneuert. An der vorderen Schmalseite ist Samson mit Löwen zu sehen, an der Vorderseite die Wurzel Jesse und an den Ecken je eine Drachenfigur. Am Rückwandaufsatz sind Wappenpaare angebracht.
An der Südwand ist eine Wappengrabplatte von Hieronymus und Wolfgang Leininger von 1487/1490. Rechts daneben steht die Reliefgrabplatte des Georg Leininger von 1517. Das Relief zeigt einen Ritter mit Fahne und Wappenschild auf einem Löwen stehend.

### Dietrichssteinkapelle
Die Dietrichsteinkapelle oder Görzkapelle ist die östliche Kapelle im südlichen Seitenschiff. Sie wurde 1462 von Pfalzgräfin Katharina von Görz als Dreifaltigkeitskapelle gestiftet und ersetzte  eine schon seit 1331 bestehende Marienkapelle. Der einachsige Raum mit 3/8-Chor besitzt ein Netzrippengewölbe auf kleinen Konsolen. Die Kapelle ist zum südlichen Seitenschiff durch einen gestreckten Spitzbogen geöffnet und mit einem gotischen, schmiedeeisernen Stabeisengitter mit dekorativer Bekrönung versehen. An den beiden viereckigen Schlusssteinen sind Reste der gotischen Bemalung erhalten. Im Gewölbescheitel ist ein nach 1462 entstandenes Fresko einer Madonna mit Kind zu sehen. Das spätgotische Glasgemälde in der Mitte des Dreipassfensters stellt den heiligen Jakobus dar. Darunter steht ein gotisches Sakramentshäuschen mit Dreipass. Der barocke Altar zeigt im Mittelbild Christus am Ölberg und im Oberbild die Pestheiligen Sebastian und Rochus.
Das an der Westwand aufgestellte Epitaph des Sigmund von Dietrichstein aus dem Jahre 1533 wird Loy Hering zugeschrieben. In einer flachen Rundnische steht von Säulchen flankiert ein lebensgroßer Ritter mit geöffnetem Visier, Schwert und Fahne in den Händen auf einem Löwen. Im halbkreisförmigen Aufsatz ist ein Wappenschild abgebildet. Unter dem Fenster steht eine barocke Heiligenfigur aus Holz.

### Khevenhüllerkapelle
Die Khevenhüllerkapelle liegt westlich der Dietrichsteinkapelle. Sie wurde in der Mitte des 16. Jahrhunderts als Begräbniskapelle der Familie Khevenhüller gestiftet. 1607 wurde die Grablege der Familie in die Burgkirche von  Hochosterwitz verlegt, als es die wieder katholisch gewordene Pfarre Villach ablehnte, den protestantischen Franz Freiherrn von Khevenhüller in St. Jakob zu bestatten.
Der Zugang zur Khevenhüllerkapelle erfolgt vom südlichen Seitenschiff durch einen breiten Spitzbogen mit einem Schmiedeeisengitter mit Blattranken, flachgeschnittenen Ornamenten und Drachen aus dem 16. Jahrhundert. Über der einjochigen Kapelle spannt sich ein Netzrippengewölbe auf Eckkonsolen mit Köpfchen. Das Maßwerkfenster mit fünfteiliger Fischblase hat eine spätgotische Glasmalerei mit dem heiligen Michael und in den unteren Ecken Wappenfelder von 1895. Rechts unter dem Fenster sind Konsolköpfchen sowie Konsolfiguren von Kaiser Heinrich und seiner Gattin Kunigunde aus dem 15. Jahrhundert angebracht. Der schlichte Altar aus der zweiten Hälfte des 17. Jahrhunderts zeigt Maria, Hilfe der Kranken und darunter den heiligen Aloysius. An der Südwand steht das nach 1801 gefertigte Epitaph des Sigmund Friedrich Khevenhüller mit einem Reliefwappenschild, an der Westwand das Epitaph des Christoph Khevenhüller, des Kärntner Landeshauptmanns, und seiner beiden Frauen vor einem Kreuz kniend. Am hohen Aufsatz sind ein Wappenschild und die Inschrift 1557.

## Grabdenkmäler

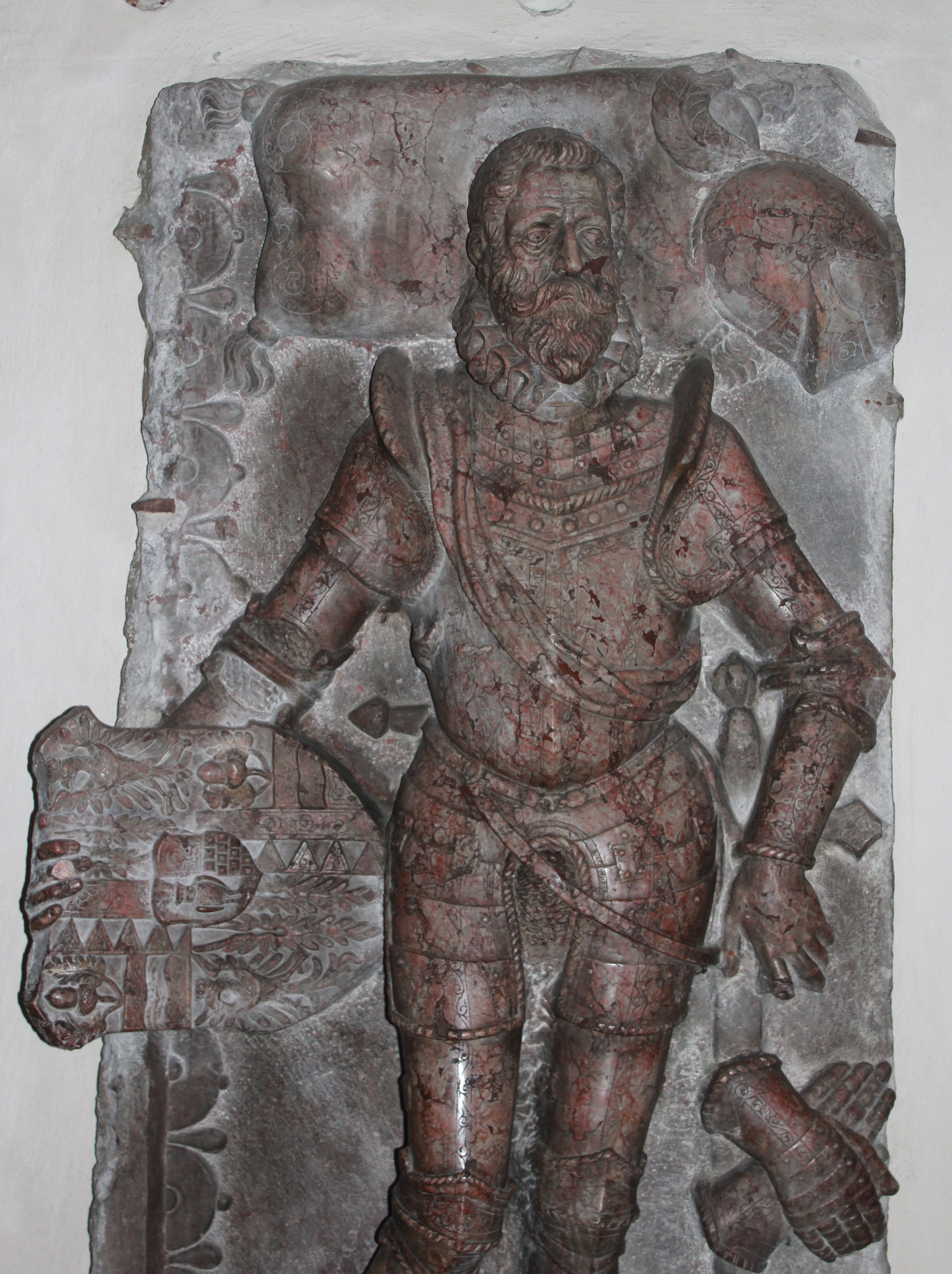
Epitaph Georg Khevenhüller

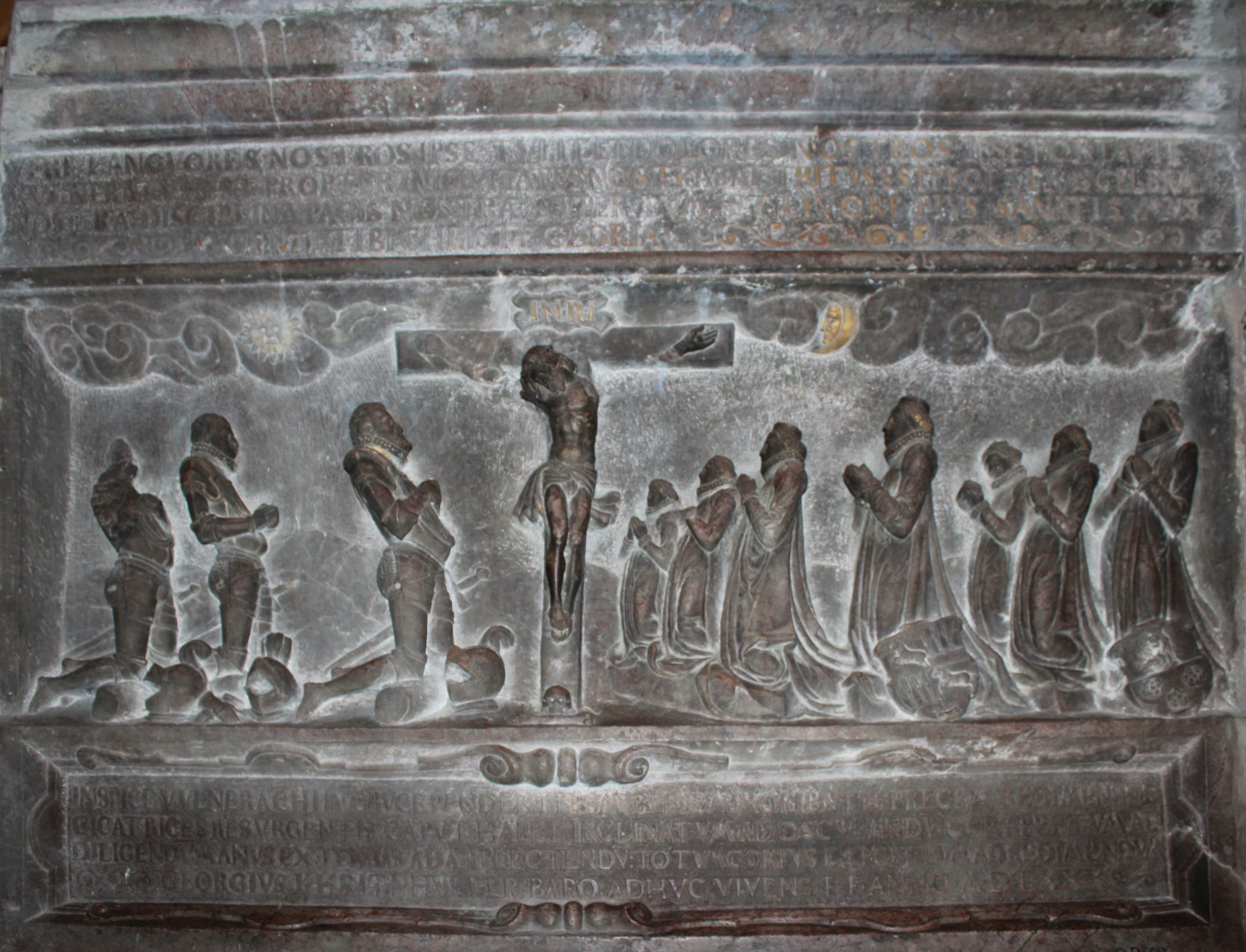
Epitaph Georg Khevenhüller

Neben den oben genannten Grabdenkmälern sind an der Innen- und Außenmauer zahlreiche weitere angebracht.

### Im Inneren
- An der Westwand nördlich vom Eingang befindet sich  das Epitaph des Bartholomäus und der Apollonia Seitlinger von 1645/1646.
- Daneben sind die Grabsteine der Familie Rambser aus den Jahren 1629, 1637 und 1680 durch Beichtstühle verdeckt.
- Die Wappengrabplatte des Heinrich von Cothmann stammt aus dem Jahre 1753.
- Die Wappengrabplatte des Paul und Oswald Dorn wurde 1605 von Martin Pacobello gefertigt.
- Das Epitaph  der Eva Reisacher von 1616 an der Nordwand des Langhauses zeigt die Auferstehung, flankiert von den Christussymbolen Pelikan und Phönix.
- Daneben ist die Wappengrabplatte des Franz Leininger aus dem Jahre 1539 angebracht.
- Zwischen der Leinigerkapelle und dem Chor steht das Epitaph des Sigmund Khevenhüller von 1552 mit lebensgroßer Darstellung eines Ritters unter Torbogen mit seitlichen Pilastern. Bekrönt wird das Grabdenkmal von der Auferstehung Christi.
- Im Chor befindet sich das Epitaph des Sigmund Khevenhüller, eines Neffen des vorher erwähnten Sigmund Khevenhüller, von 1561 mit der lebensgroßen Darstellung eines Ritters in einer Nische mit gedrehten Säulen und wuchtigem Aufsatz mit Putto und Wappenschild. 1951 wurden Spuren der ursprünglichen Polychromierung aufgedeckt.
- Zwischen Chor und dem Herz-Jesu-Altar ist die Wappengrabplatte des Johann Peter Knips von 1695 angebracht.
- An der Ostwand im südlichen Seitenschiff ist die ehemalige Tumbaplatte des Balthasar von Weißpriach aus dem Jahre 1484 aufgestellt. Der oben mit gotischem Vierpass verzierte Grabstein zeigt einen Ritter in voller Rüstung mit Fahne, Wappenschild und Helmzier auf zwei Löwen stehend.
- Im Osten der südlichen Langhauswand steht das Epitaph des Georg Khevenhüller, der mit Familie unter dem Kreuz kniend dargestellt ist.  Der Stein ist mit Rollwerkrahmung, einer Inschrift von 1580 und der Künstlersignatur „Opus Ulrich Vogelsang“ versehen.
- Zwischen den beiden Seitenkapellen ist die vor 1587 entstandene Reliefplatte des Georg Khevenhüller aufgestellt. Es handelt sich dabei wahrscheinlich um die ehemalige Deckplatte einer Tumba. Dargestellt ist ein bärtiger Ritter der, sein Haupt auf einem Polster ruhend, in den Händen Schwert und Wappenschild hält. Es handelt sich hier ebenfalls um ein Werk Vogelsangs, das wahrscheinlich mit dem Familienrelief zu einem Hochgrab gehörte, welches sich vermutlich ursprünglich in der Khevenhüllerkapelle befand.
- Das Epitaph des Erhard Hedenigs von 1582 hat Inschriften in teils griechischer und teil lateinischer Schrift.
- Die Grabsteine der Familien Grotta und Widmann von 1664 und 1668 sind schlicht gehalten.
- Die Gedenktafel der Widmannschen Messstiftung stammt aus dem Jahre 1666.
- Daneben befindet sich die Wappengrabplatte des Hans und Andreas Eckh (1553/1554)
- Das Epitaph des Jörg und der Barbara Seenuß von 1579 ist mit reichem Wappen geschmückt.
- Das Epitaph des Andreas Seenuß von 1587 zeigt unter Rundbogen von Säulen flankiert ein Relief mit dem Gekreuzigten, darunter knien der Verstorbene mit Gemahlin und zwei Töchtern. Im Dreiecksgiebel sind das Wappen und Putti mit Todessymbolen zu sehen.
- Das Epitaph des Martin Siebenbürger von 1577 stellt den Verstorbenen unter dem Kreuz kniend dar, flankiert von kannelierten Säulen sowie ein von Engeln gehaltenes Wappen im Aufsatz.
- Die Gruftplatte der Khevenhüller an der Westwand wurde nach 1566 angefertigt. Sie zeigt im Mittelrelief einen Todesgenius und seitlich auf Podesten Vase und Sanduhr. Die mit breiter Rahmung mit Inschrift und vier Eisenringen versehene Platte lag früher im Boden der Khevenhüllerkapelle.
- Darüber ist das Epitaph des Sigmund und der Katharina Elisabeth Robinig aus dem Jahre 1744/1747 angebracht. Im Relief ist eine Kreuzigungsgruppe mit Maria und Johannes abgebildet.

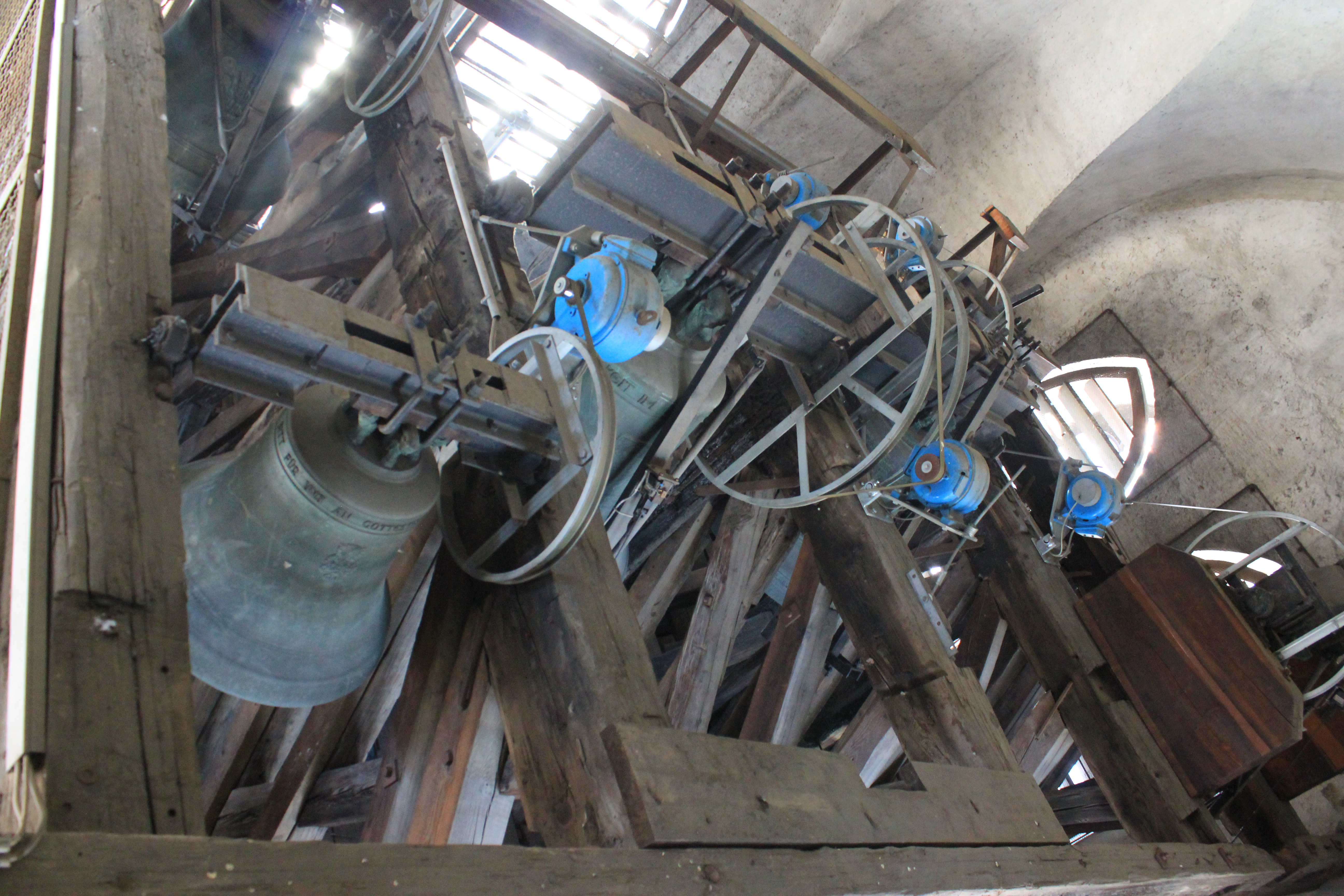
Glockenstube

### An der Außenmauer
Das erste Epitaph an der Südwand ist jenes für den 1570 verstorbenen Arzt Martin Siebenbürger, der vor dem Kreuz kniend dargestellt wird.

## Glocken
Im Kirchturm hängen sechs Glocken. Vier davon wurden 1960 von der Firma Glockengießerei Grassmayr in Innsbruck gegossen. Die Zweier Glocke wurde 1713 von Ignaz Roder aus Villach gegossen. Die Fünfer Glocke entstand 1930 in der Glockengießerei Max Samassa in Wiener Neustadt.
Alle Glocken tragen Inschriften, meist am oberen Rand. Reliefs mit Inschriften, die Fürbitten oder Gedenkworte enthalten, finden sich am Mantel.
| Glocke  | Gewicht | Klang | Umschrift | Inschrift                                                                                                 | Relief |
| ------- | ------- | ----- | --- | --- | --- |
| Einser  | 1826 kg | cis1  | Im Gedenken an alle Toten der Stadt Für Frieden und Gerechtigkeit Hl. Jakobus beschütze unsere Stadt | Gewidmet den Opfern beider Weltkriege und des Kärntner Abwehrkampfes Die Stadt Villach im Gedenkjahr 1960 | Wappen vom Villach Kreuzigungsgruppe Hl. Jakob                                                             |
| Zweier  | 970 kg  | e1 +1 | Ecce Crucem Domini, fugit Partes adversae. In St. Josephs und Floriäny Ehr,bin ich durchs Feyer geflossen, zur Glory Gottes Evffer sehr: will rueffen unverdrossen. Vicit Leo de tribu luda, Radix David, Alleluia. | | Kreuzigungsgruppe Hl. Josef mit Jesuskind und Lilien Hl. Florian mit Kirche und Wassereimer Hl. Sebastian. |
| Dreier  | 732 kg  | fis1  | Gegrüßet seist du, Königin, der Menschen Schutz und Helferin! | Maria in coelis assumpta ora pro nobis                                                                    | Maria auf einer Wolke                                                                                      |
| Vierer  | 305 kg  | a1 +3 | Heilige Hemma, Schutzfrau von Kärnten behüte uns! | St. Hermagoras ora pro nobis!                                                                             | Hl. Hemma mit einer Kirche in beiden Händen Hl. Hermagoras                                                 |
| Fünfer  | 270 kg  | h1    | Zur dankbaren Erinnerung an das 25-jährige segensreiche Wirken unseres hochwürdigsten Hr. Propstes und Dechanten Hr. Hermann Atzhuber als Stadtpfarrer an St. Jakob in Villach. Die Pfarrgemeinde 1906–1931         | | Hl. Hemma mit Kirche Hl Josef mit Jesuskind und kniendem Mann                                              |
| Sechser | 219 kg  | cis2  | Heiliger Laurentius Diakon, bitt für uns an Gottes Thron | S. Laurenti C M B + + +                                                                                   | Hl Laurentius mit Rost Hl Drei Könige                                                                      |

## Stadtpfarrer
- Friedrich Neste (1819–1886), österreichischer Pfarrer und Politiker, ab 1868 Stadtpfarrer in Villach